# Tsjechisch honkbalteam

De Tsjechische vlag.

Het Tsjechisch honkbalteam is het nationale honkbalteam van Tsjechië. Het team vertegenwoordigt het land tijdens internationale wedstrijden.
Het Tsjechisch honkbalteam sloot zich in 1996 aan bij de Europese Honkbalfederatie (CEB), de continentale bond voor Europa van de IBAF.
Tsjechië organiseerde in 2005 het Europees kampioenschap honkbal.

## Kampioenschappen

### Wereldkampioenschap
Tsjechië nam twee keer deel aan het wereldkampioenschap honkbal, in 2005 en 2009, het speelde beide keren alleen in de groepsfase. De eindklasseringen waren respectievelijk de 17e en 20e plaats.
| Editie    | 2005 | 2009 |
| Prestatie | 17e  | 20e  |

### Europees kampioenschap
Tsjechië nam dertien keer deel aan het Europees kampioenschap honkbal. De vierde plaats in eigen land in 2014 is de hoogste behaalde klassering.
| Editie    | 1997 | 1999 | 2001 | 2003 | 2005 | 2007 | 2010 | 2012 | 2014 | 2016 | 2019 | 2021 | 2023 |
| Prestatie | 7e   | 8e   | 5e   | 6e   | 5e   | 12e  | 7e   | 5e   | 4e   | 5e   | 5e   | 5e   | 5e   |

### World Baseball Classic
Tsjechië nam in 2012 deel aan de kwalificatie voor de World Baseball Classic in 2013, ze plaatste zich niet. Voor de editie van 2023 wist het land zich wel te kwalificeren, het werd 15e en plaatste zich zo ook voor 2026.
| Editie    | 2006 | 2009 | 2013 | 2017 | 2023 | 2026 |
| Prestatie | -    | -    | *    | -    | 15e  |      |

- = geen deelname

* = niet gekwalificeerd